# Dočasně rezervovaný prostor
Dočasně rezervovaný prostor, označovaný jako TRA (angl. Temporary Reserved Area ), je část vzdušného prostoru, která slouží k ochraně letadel.[zdroj?]
Vertikální i horizontální hranice mohou být různé, TRA se zřizují kolem leteckých střelnic a jiné slouží jako pracovní prostory pro vojenská letadla.
Pokud chce jiné letadlo proletět skrz TRA v době jeho aktivace (obsazení), musí navázat spojení se stanovištěm ŘLP, které za daný prostor zodpovídá. To většinou zajistí oběma letadlům rozestup a průlet povolí, ale obecně ho povolit nemusí.